# ジャン＝ジョゼフ・ペロー
ジャン＝ジョゼフ・ペロー（Jean-Joseph Perraud、1819年4月26日 - 1876年11月2日
）は、フランスの彫刻家である。

## 略歴
フランス東部、ジュラ県のモネ(Monay)で生まれた。木彫を学びはじめ、リヨン国立高等美術学校に入学し、美術学校の彫刻部門の一等を受賞した後、パリに出て、パリ国立高等美術学校で、エティエンヌ＝ジュール・ラミー（Étienne-Jules Ramey: 1796–1852）やオーギュスト・デュモン（1801-1884）らに彫刻を学んだ。
1847年にレリーフ作品でローマ留学の奨学金が得られるローマ賞を受賞し、5年間ローマで修行した。ローマでは1848年にローマ賞を受賞した建築家のシャルル・ガルニエ（1825-1898）と知り合い、後にガルニエがパリ・オペラ座（ガルニエ宮）の設計コンペで優勝し、1860年ころからガルニエ宮が建設されたとき、ピエール＝ジュール・カヴァリエ（1814-1894）やウジェーヌ・ギヨーム（1822-1905）、ジャン＝バティスト・カルポー（1827-1875）とともにガルニエ宮のファザードの装飾彫刻を制作することになった。
留学から帰国した後、新古典主義の彫刻家として評価された。1855年のパリ万国博覧会の展覧会で1等のメダルを受賞した。1867年にレジオンドヌール勲章（オフィシエ）を受勲した。
1876年に亡くなった。ジュラ県のロン＝ル＝ソーニエ市に作品や美術コレクション、資金を遺贈し、ロン＝ル＝ソーニエ美術館(Musée des Beaux-Arts de Lons-le-Saunier)などに作品は所蔵されている。

## 作品

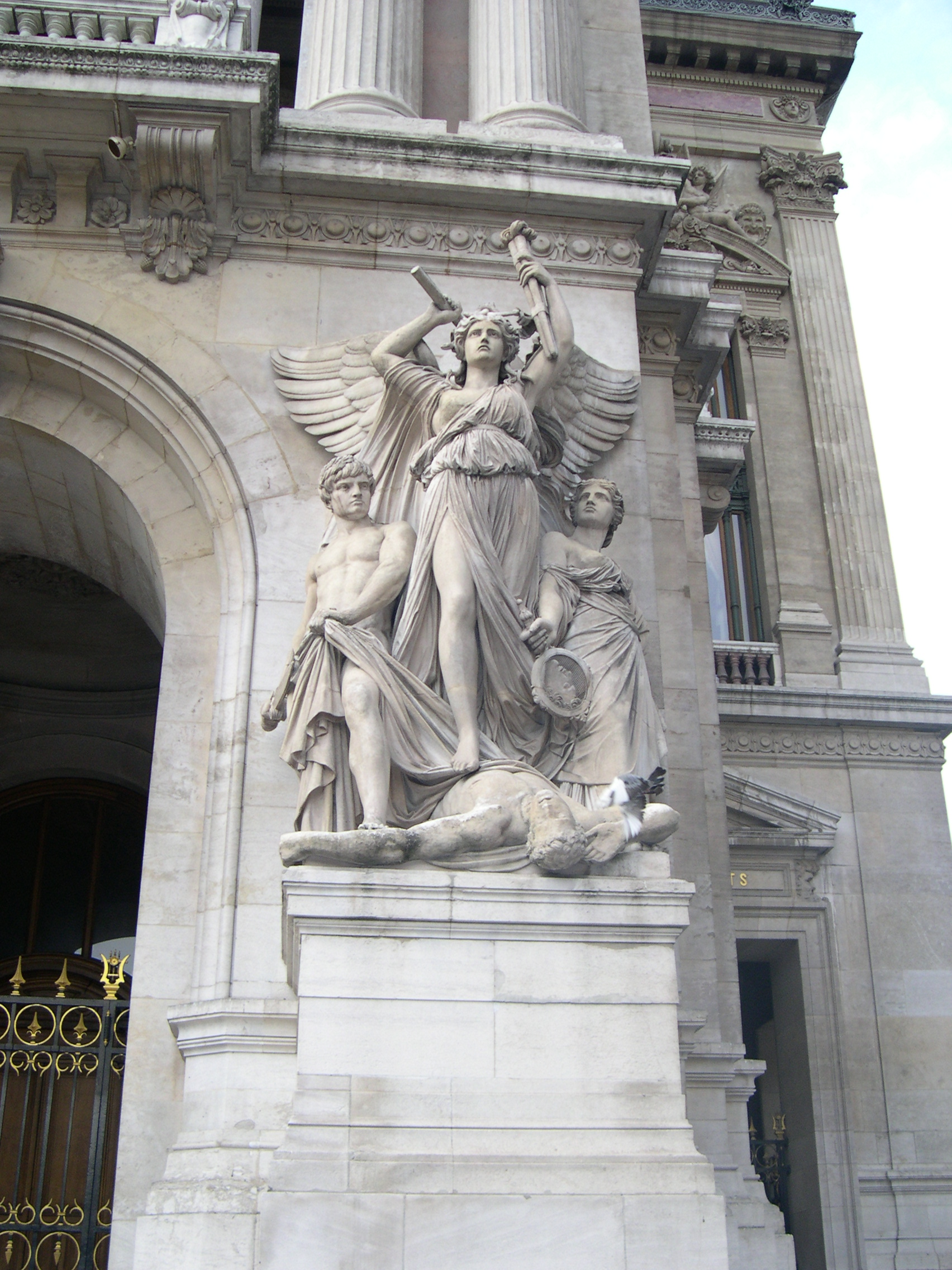
ガルニエ宮の彫刻「Lyric Drama」
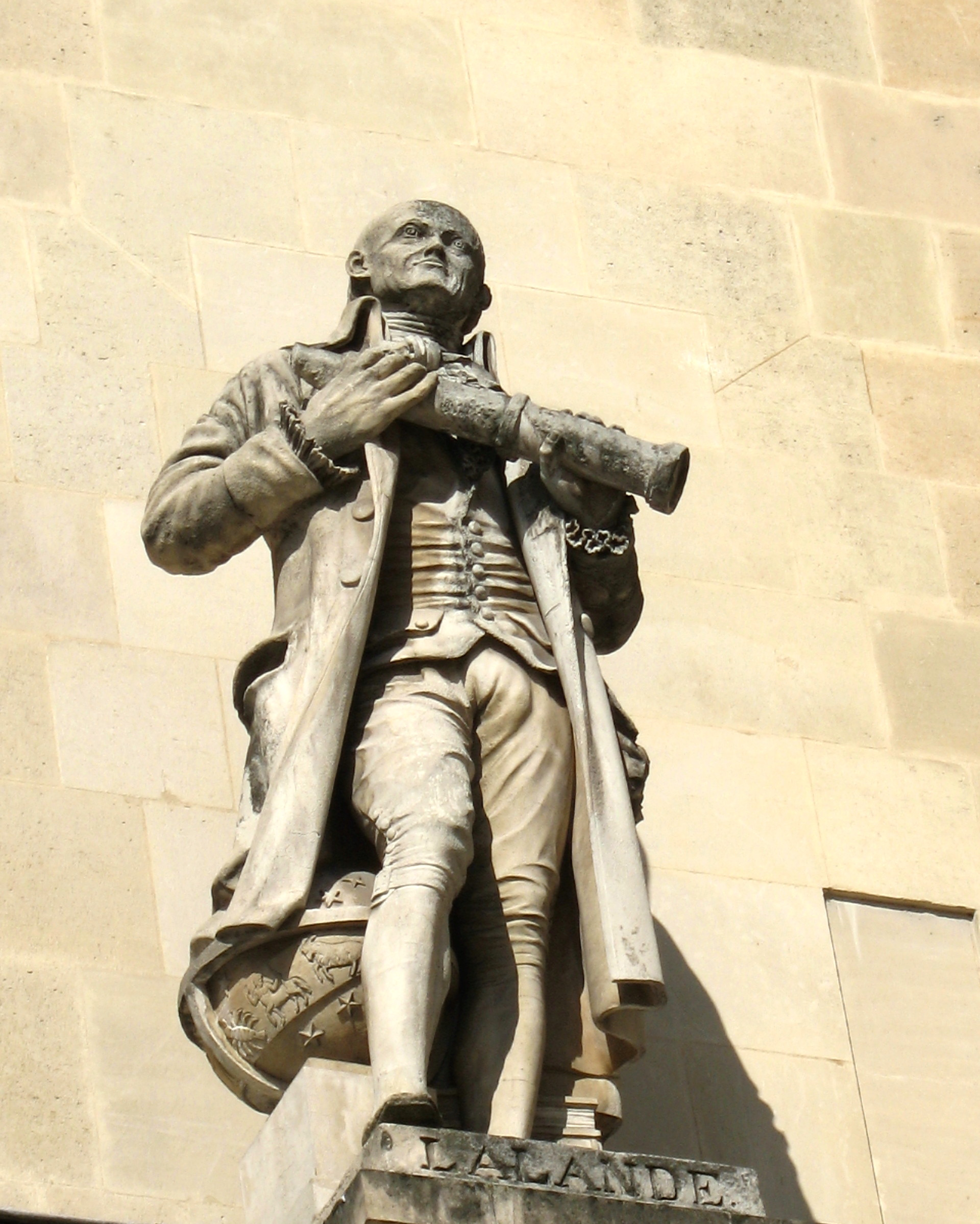
ルーヴル美術館のナポレオン広場の天文学者ジェローム・ラランドの像
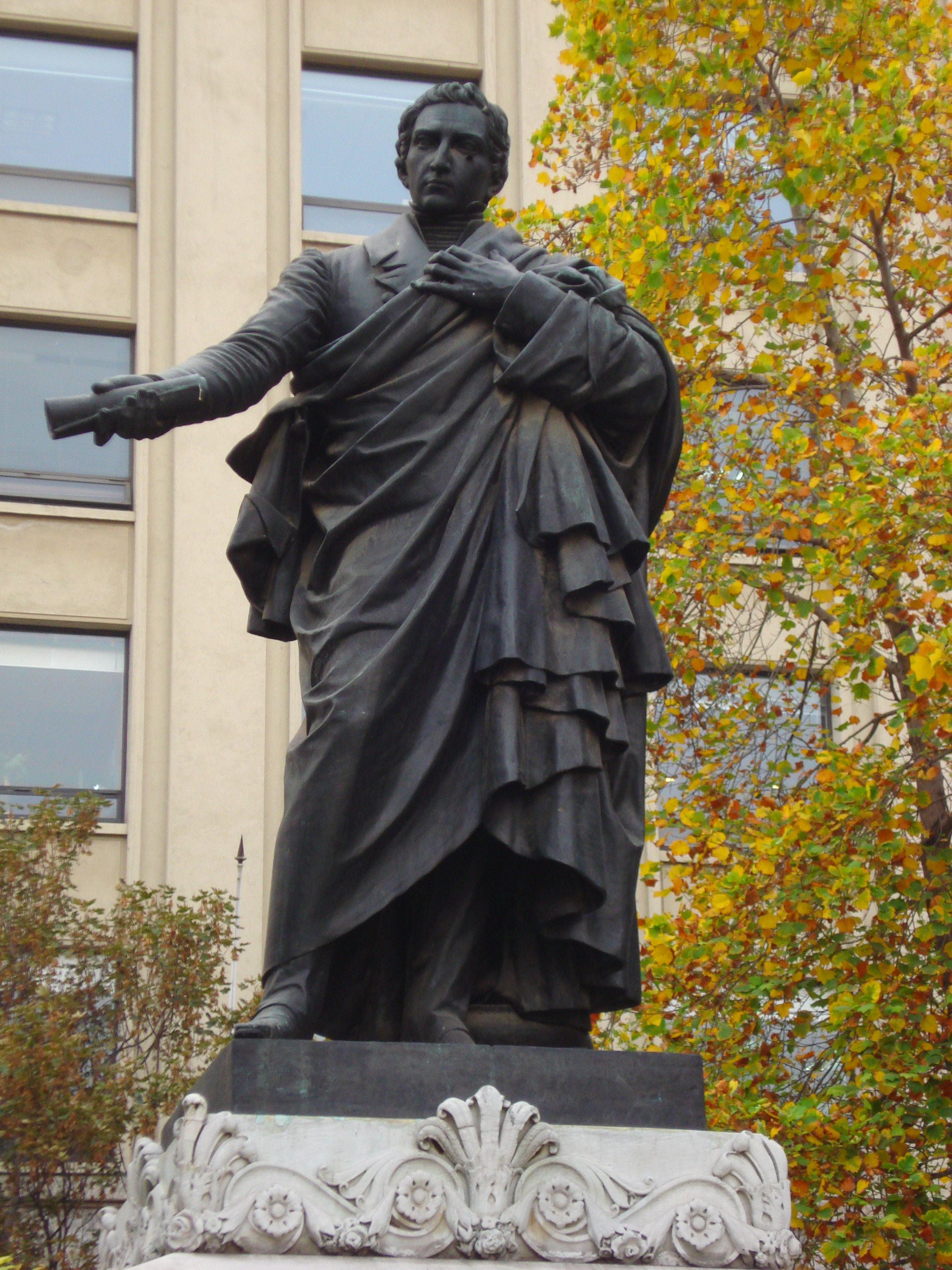
チリ、サンティアゴの憲法広場（Plaza de la Constitución）のディエゴ・ポルタレス像
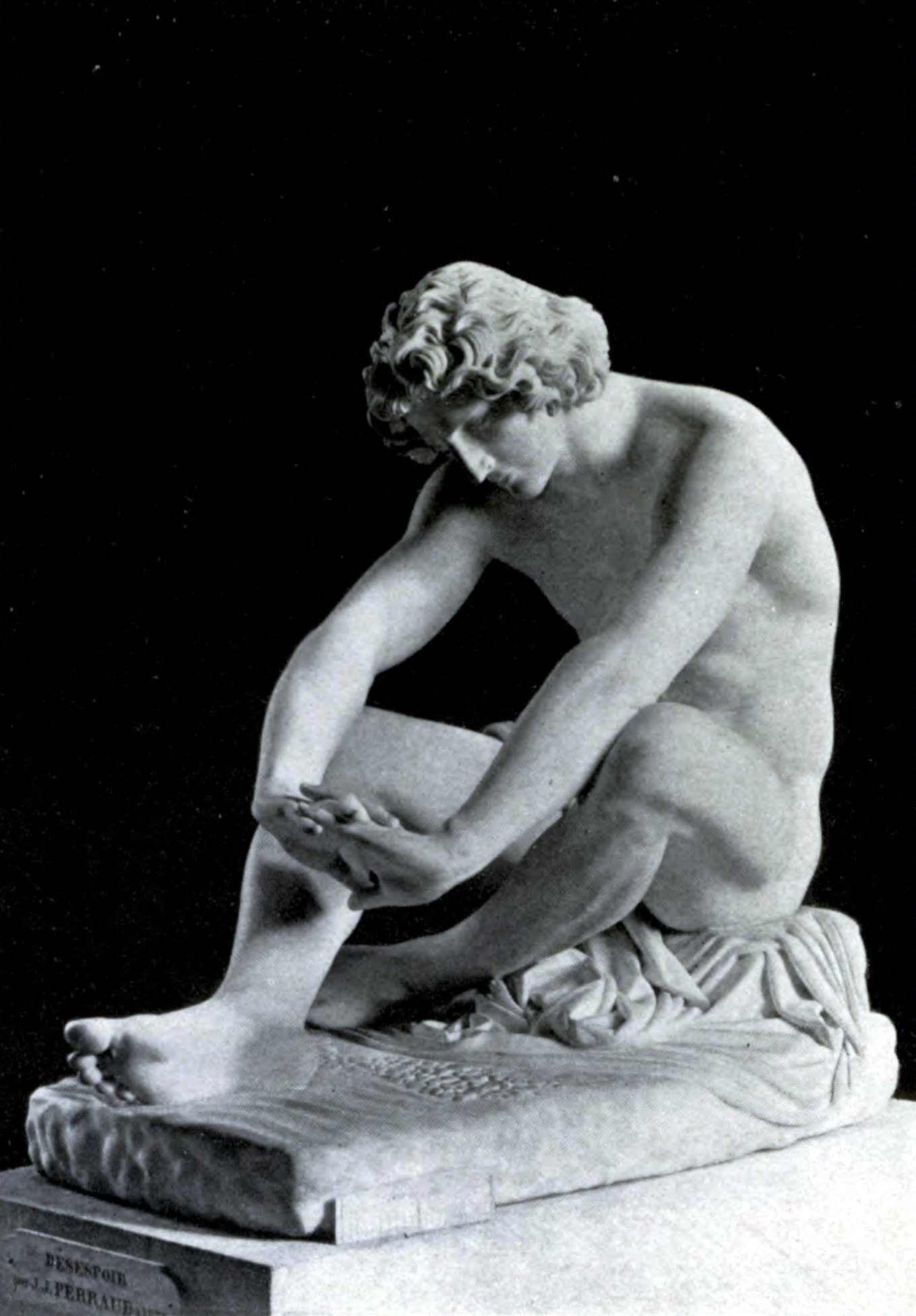
「絶望(Desespoir)」